# Stolnica Brezmadežnega spočetja, Comayagua
Stolnica Brezmadežnega spočetja (špansko Catedral de la Inmaculada Concepción), imenovana tudi stolnica v Comayagui je posvečena je Devici Mariji in stoji na osrednjem trgu mesta Comayagua v Hondurasu, je ena najstarejših stolnic v Srednji Ameriki, šla je skozi gradbene faze, ki segajo v 16. stoletje, dokler ni bila dokončana, slovesno odprta 8. decembra 1711 in blagoslovljena leta 1715, ter številne spremembe od 18. stoletja.

## Zgodovina
Stolnica ima več kot 400-letno zgodovino, vendar ni dovolj zgodovinskih dokumentov, kot so načrti ali risbe, ki bi govorili o procesu gradnje stavbe skozi čas. Zaradi tega velikega problema je bil zgodovinski razvoj stolnice v Comayagui doslej težko razumljiv problem.
Na enak način je bilo z različnimi raziskavami in zahvaljujoč zgodovinski arheologiji znotraj stavbe mogoče bolje razumeti njeno zgodovino ter različne spremembe in rekonstrukcije, ki jih je imela skozi stoletja.

### Kolonialna doba
Do 17. stoletja mesto ni imelo velikega templja, saj je bila edina cerkev v mestu Iglesia de la Merced, zato je bilo leta 1563 zaprošeno za dovoljenje za gradnjo večje cerkve, ki bi delovala kot druga stolnica mesta Comayagua. Tako se je začela gradnja sedanje stolnice.
Po zgodovinskih zapiskih zgodovinarja Maria Felipeja Martíneza je bila ta prva stolnica poškodovana okoli leta 1610 zaradi slabega vremena, verjetno zaradi neviht, ki so povzročile sesutje strukture, zato so oblasti dale zeleno luč obnovi leta 1611, med njenimi nadzorniki je bil španski škof Alonso Vargas y Abarca, nadaljeval škof Fray Juan Pérez Carpintero in končal škof Fray Antonio López de Guadalupe. Veliko njegovih del je bilo prinesenih iz Španije, natančneje iz mesta Jaén. Po podatkih Honduraškega inštituta za antropologijo in zgodovino (IHAH) je pri gradnji katoliškega spomenika sodelovalo okoli 18 avtohtonih ljudstev.
Končno se je v 18. stoletju začela zadnja faza gradnje. Do leta 1703 je škof govoril v svojih pismih, ki jih je poslal kralju Filipu V., da je druga faza že kazala znake poslabšanja svoje strukture in da je bilo rečeno, da jo je treba preoblikovati, ko je videl slabo stanje zidov, zato se je leta 1705 začela tretja faza. V tej fazi se fasada spremeni, da se oblikuje sedanja in končna oblika, ki jo vsi poznamo danes. Stolnica je bila blagoslovljena leta 1715.

### Republikanska doba
V 18. stoletju je bila cerkev največja stavba v provinci Honduras, v 19. stoletju pa je bil 30. decembra 1825 poročni kraj generala Francisca Morazána. 4. aprila 1827 je bilo mesto Comayagua med srednjeameriško državljansko vojno požgano in izropano. Vojska je poškodovala in izropala tudi stolnico.
Sredi 19. stoletja je mesto škofa prevzel monsinjor Juan Felipe Zepeda, ki je na svojem položaju določil 100.000 pesov mesečno od desetine za glasbenike in ko je prej omenjeni duhovnik prejel dediščino svojega očeta, ki je živel v Olanchu, je del vložil v izboljšanje stolnice, del je namenil revnim, s preostankom pa je podpisal pogodbo s Clamer House v Londonu za izdelavo orgel, ki bi jih podarili cerkvi.
Skozi stoletja so v cerkvi naredili grobove. Po mnenju lokalnega raziskovalca in zgodovinarja Tirsa Zapate sta med pokojniki v stolnici škofa Don Juan Merlo de la Fuente in Fray Gaspar de Andrade. Njuni telesi, ki sta bili neuničljivi, sta bili izpostavljeni širši javnosti v steklenih žarah, vendar je leta 1963 pokojni monsinjor Bernandino Mozzarella ukazal, da jih skrijejo.
Stavba cerkve je narejena iz opeke ter strehe iz ploščic, izdelane z obrtniškim znanjem. Ima tudi 10 oken, ki osvetljujejo notranjost in ima tri ladje, ki jih deli deset križnih stebrov in pilastrov, ki podpirajo loke. Stolnica je bila posvečena sveti Mariji, Jezusovi materi in je bila zgrajena na osrednjem trgu mesta. V začetku tega stoletja je bila v celoti obnovljena kot del projekta obnove zgodovinskega središča mesta, ki ga vodi IHAH v sodelovanju s Špansko agencijo za sodelovanje. Danes je še vedno stičišče prebivalcev mesta Comayagua in eno najbolj cenjenih zgodovinskih znamenitosti, skupaj z drugimi kolonialnimi cerkvami, cerkvami La Merced, San Francisco, San Sebastián in La Caridad.

## Arhitektura

### V notranjosti
Sestavlja jo tloris latinskega križa s tremi ladjami s banjastim obokom, s petimi polami, prezbiterij je pokrit s tremi polkroglastimi kupolami. Ima prizidek, kjer je kapela Najsvetejšega. Na glavnem oltarju je pozlačena lesena oltarna slika z izrezljano podobo Brezmadežne Marije in razpelo, ki ga je leta 1620 izdelal španski umetnik Francisco de Ocampo in ga je mestu podaril španski kralj Filip II.
Rečeno je, da je prvotno imela stolnica 16 oltarjev s slikami, danes pa ima samo 4 največje oltarje, okrašene z fino izrezljanimi lesenimi zaključki in prekrite z zlatimi listi, druge s čudovitimi slikami, tretje pa krasijo čudovite podobe. Osem podob, ki so razdeljene v cerkvi, je podaril španski Filip VI..
Restavratorska dela so lahko videla ostanke tega, kar je bil katedralni zbor. Ko so odstranili sedanji pod in se spustili v izravnalno nasutje, so lahko videli izzive temeljev prvotnega kora, ki je bil zgrajen v 18. stoletju in je bil porušen v 1930-ih. Ta element je bil izkopan, da bi določili njegove meje in obliko; ugotovitev, da je vhod v kor pred velikim oltarjem in da je imel v stopnicah trikrako obliko, podobno kot stopnice prezbiterija.
Prižnica stolnici v Comayagui je bila zgrajena na isti datum kot oltarne slike in so v salomonskem baročnem slogu. Trenutne luči, ki visijo iz stropa, so replike originalnih srebrnih svetilk, ki so bile prenesene in jih je mogoče videti na ogled v kolonialnem muzeju Comayagua. Tempelj ima tudi orgle, ki so v mesto prispele dne 7. decembra 1887. Orgle niso več pogosto v uporabi, izjema je le za veliki teden, božič ali poroke.

### Zunaj
Zunaj je fasada v renesančnem in baročnem slogu. Izdelana je v obliki oltarne slike s tremi deli, od katerih je osrednji širši, kjer so polkrožno obokana vhodna vrata. Deli so razdeljeni navpično s pritrjenimi stebri in vodoravno z venci, ki tvorijo štiri nadstropja. V nekaterih nišah tega pročelja so v stranskih delih podobe štirih cerkvenih očetov, v osrednjem, v tretjem nadstropju, pa sta kip Device Marije in na straneh sv. Janez Krstnik in sv. Jožef. V četrtem nadstropju je figura Kristusa, ki blagoslavlja. 
Vrt na levi strani je med gradnjo in po njej doživel več sprememb, sprva je bilo to pokopališče katedrale, namenjeno grobovom verskih uradnikov, kot so škofi. Vendar so ga v 19. stoletju zaprli, da bi naredili prostor za ustvarjanje vrta. To je bilo posledica dejstva, da je bil marca 1843 izdan zakon, ki je prepovedoval dajanje zemlje na cerkvenih terasah. 
Štirinadstropni zvonik izstopa na levi strani te glavne fasade. Ta zvonik je zaključen z glazirano barvno keramiko kupola. Vsebuje osem zvonov.

## Ura
V stolpu stolnice je tudi najstarejša ura v Ameriki, ki so jo zgradili Arabci med okupacijo Španije v srednjem veku okoli leta 1100. Preden so jo prenesli v Ameriko, je delovala v Alhambri, Arabska palača v mestu Granada, glavnem mestu zadnjega muslimanskega kraljestva Iberskega polotoka.
Po ukazu španskega kralja Filipa III. so jo prenesli v regijo Hibueras v Novi Španiji, kjer je delovala kot mestna ura. Urni mehanizem temelji na zobnikih, vrveh, uteži in nihalu, celoten sklop prikazuje čas na številčnici, ki je na pročelju cerkve, kjer je številka 4 v rimskih številkah prikazana kot IIII in ne kot IV. Preden so jo postavili v stolnico, je nekaj časa delovala v cerkvi La Merced, ki je delovala kot prejšnja stolnica v mestu do dokončanja stolnice Brezmadežnega spočetja leta 1715.
Leta 2007 so jo obnovili urad občinskega župana, nacionalni kongres, kulturni odbor Comayagüense in nadzor Honduraškega inštituta za antropologijo in zgodovino, za katerega je bil lociran urarski mojster Rodolfo Antonio Cerón Martínez iz Gvatemale, ki je po petih mesecih trdega dela zaključil svoje delo 20. decembra 2007.
Obstaja spor med tem, ali je najstarejša na planetu ali ne, njen tekmec je ura, ki so jo našli v Angliji in naj bi bila najstarejša, vendar je izdelana na osnovi litega železa in tistega iz Comayagua v osnova iz kovanega železa je od obeh tehnik kovanega železa starejša od tiste, ki se uporablja v angleški uri, tako da je Comayagua najstarejša.